# Acacia wanyu
Acacia wanyu — вид квіткових рослин з родини бобових. Ареал: Австралія (Західна Австралія).

## Середовище
Вид часто розташований на піщаних рівнинах або вздовж ліній струмків та дренажних ліній, де його можна знайти на кам'янистих глинистих, суглинних або червоних піщаних ґрунтах. Зазвичай він є частиною низькорослих чагарникових та вищих чагарникових угруповань, що включають Acacia aneura та інші види акацій.

## Біоморфологічна характеристика
Це кущисте дерево або кущ, що зазвичай виростає до висоти від 1,5 до 5 метрів. Молодші кущі, як правило, багатостеблові, причому головні стебла досить прямі та мають округлу або зворотно-конічну форму з майже округлими кронами. Більш дорослі рослини часто мають вузлуватий та викривлений одностебловий габітус із горизонтальними гілками та густими кронами, що розкидаються на ширину від 2 до 5 м. Гладка сіра кора гілок стає тріщинуватою біля основи старих стебел. Гілочки вкриті тонкими сріблясто-білими волосками, але з віком стають голими. Блідо-жовтувато-зелені нові пагони мають сріблястий блиск. Вид має світло-сріблясто-зелені або сіро-зелені до блакитно-зелених філодіїв. Тонкі ниткоподібні філодії мають довжину від 5 до 18 см і діаметр від 0,8 до 1,3 м, вони гнучкі, прямі або загнуті. Вони мають багато тонких і паралельних поздовжніх жилок і гостру верхівку, яка не є колючою. Цвіте з березня по липень, утворюючи жовті квітки. Вважається, що цвітіння залежить від періодів сильних опадів, причому квіти періодично реєструвалися з лютого по жовтень. Прості суцвіття розташовані поодинці або парами в пазухах листків. Після цвітіння утворюються дерев'янисті стручки, що висять і мають довжину від 6 до 18 см і діаметр від 6 до 10 мм, які з віком набувають коричневого або жовтуватого кольору. Коричневе насіння всередині має широкоеліпсоїдну форму та довжину від 6 до 9 мм.